# سیمون بوگاتریف
سیمون سیمونوویچ بوگاتریف (روسی: Семён Семёнович Богатырёв؛ ۳ فوریهٔ ۱۸۹۰ – ۳۱ دسامبر ۱۹۶۰) آهنگساز اهل اتحاد جماهیر شوروی بود.
یکی از دلایل شهرت او، تکمیل «سمفونی در می بمل» اثرِ پیوتر ایلیچ چایکوفسکی است که در سال ۱۸۹۲ ناتمام مانده بود.
وی همچنین برندهٔ جوایزی همچون نشان لنین شده است.